# Inside Out (banda)
Inside Out fue una banda de hardcore punk oriunda de Orange County, California.

## Historia
La banda existió entre agosto del 1988 hasta el otoño de 1991, tocando por la costa oeste de Estados Unidos, y –poco antes de su ruptura– giraron por la costa este.
Su primer lanzamiento sería un 7" lanzado por Ebullition. Sin embargo, Revelation se adelantó, por lo que la banda eligió el sello más establecido. No Spiritual Surrender fue lanzado en 1990. Muchas de sus canciones son espirituales, pero no necesariamente religiosas, otras son críticas con la sociedad norteamericana. La versión CD/tape contiene dos canciones más: Sacrifice y Redemption.
Un segundo material fue escrito, para finalmente ser lanzado por Ebullition, y el cual se titularía Rage Against the Machine (de ahí el nombre de la próxima banda de Zack). La frase fue originalmente acuñada por Kent McClard en el fanzine No Answers #9. Esto no fue posible, ya que el guitarrista Vic DiCara dejó la banda para convertirse en monje Hare Krishna. A su vez, Vic fundó 108 y tocó brevemente en Burn.
Inside Out actuó en la estación de radio californiana KXLU, interpretando nuevas canciones. Copias de su transmisión y varios sets en vivo han circulado de mano-a-mano ya sea como bootlegs o archivos.
En palabras de Zack, declaró que la banda: se separaba completamente de la sociedad, para vernos a nosotros mismos como... como espíritus, y no nos inclinamos ante un sistema que te ve como otra piedra en la playa. Canalicé toda mi ira a través de esa banda.

### Tras el quiebre
En 2006, la canción No Spiritual Surrender apareció en el álbum mashup Threat: Music That Inspired the Movie, donde Oktopus de Dälek lo remezcló creando "Ghost in the Machine".
A principios de 2013, apareció una versión de alta calidad de uno de sus shows finales de mayo de 1991, remasterizada y puesta a disposición del público. Se descifraron las letras de las inéditas Rage Against the Machine y Darkness of Greed, y juntas dan un nuevo contexto a los inicios de Rage Against the Machine.
En octubre de 2016, apareció un VHS de una presentación de 1990 en Reading, PA, a disposición en línea. Según el fundador de hate5six.com Sunny Singh, el vídeo incluye una serie de material inédito de [Inside Out]. Burning Fight, Deathbed (que Vic luego transformó en el famoso himno de 108), Undertone (Zack gritando "WAKE UP!" Una y otra vez al principio presagia el coro de una canción un poco más famosa que escribiría un año después), Empty Days, Redemption, Blind Oppressor, Turn and Face.

## Estilo musical y legado
Inside Out fue una banda de hardcore punk; en particular, eran parte del movimiento youth crew. Sus inspiraciones musicales incluyeron a Minor Threat, Bad Brains, y Led Zeppelin. Justo antes de su separación, la música estaba significativamente más influenciada por el hip hop, particularmente por Run-DMC.
Las canciones fueron escritas y compuestas tanto por DiCara y Rocha, tanto juntos como por separado.
Han sido citados como influencia por grupos como Have Heart, Stick to Your Guns, Linkin Park, Refused, Incendiary, Coalesce, y Mouthpiece.

## Miembros
Formación en el EP
- Zack de la Rocha – voces (Rage Against the Machine, Hardstance, One Day as a Lion, Farside)
- Vic DiCara – guitarras (Shelter, Beyond, Burn, 108)
- Mark Hayworth – bajo (Hardstance, Gorilla Biscuits)
- Chris Bratton – batería (Drive Like Jehu, Justice League, No For An Answer, Chain of Strength, Statue, Wool)

Otros miembros
- Rob Haworth – guitarras (Hardstance, Farside)[19]
- Michael Rosas – guitarras (Headfirst, Smile)
- Mike Down – guitarras (Amenity, Forced Down)
- Sterling Wilson – bajo (Reason to Believe, No For An Answer)
- Alex Barreto – batería (Against the Wall, Chain of Strength, Hardstance, Statue, World's Fastest Car, Ignite, Alien Ant Farm)
- Joey Piro – batería (Pitchfork, Forced Down)

## Discografía
EPs
- No Spiritual Surrender (1990, Revelation)

Bootlegs
- Youth Of Today / Inside Out Benefit en vivo (1991)